# Жозе-Марія Еса ді Кейрош
Жозе́-Марі́я ді Е́са де Ке́йрош (порт. José Maria de Eça de Queiroz; *25 листопада 1845, Повуа-де-Варзін, Португалія — †16 серпня 1900, Париж) — португальський письменник, журналіст, дипломат.

## З життєпису
Вивчав юриспруденцію в університеті Коїмбри, публікував у місцевій газеті роман з продовженням. 

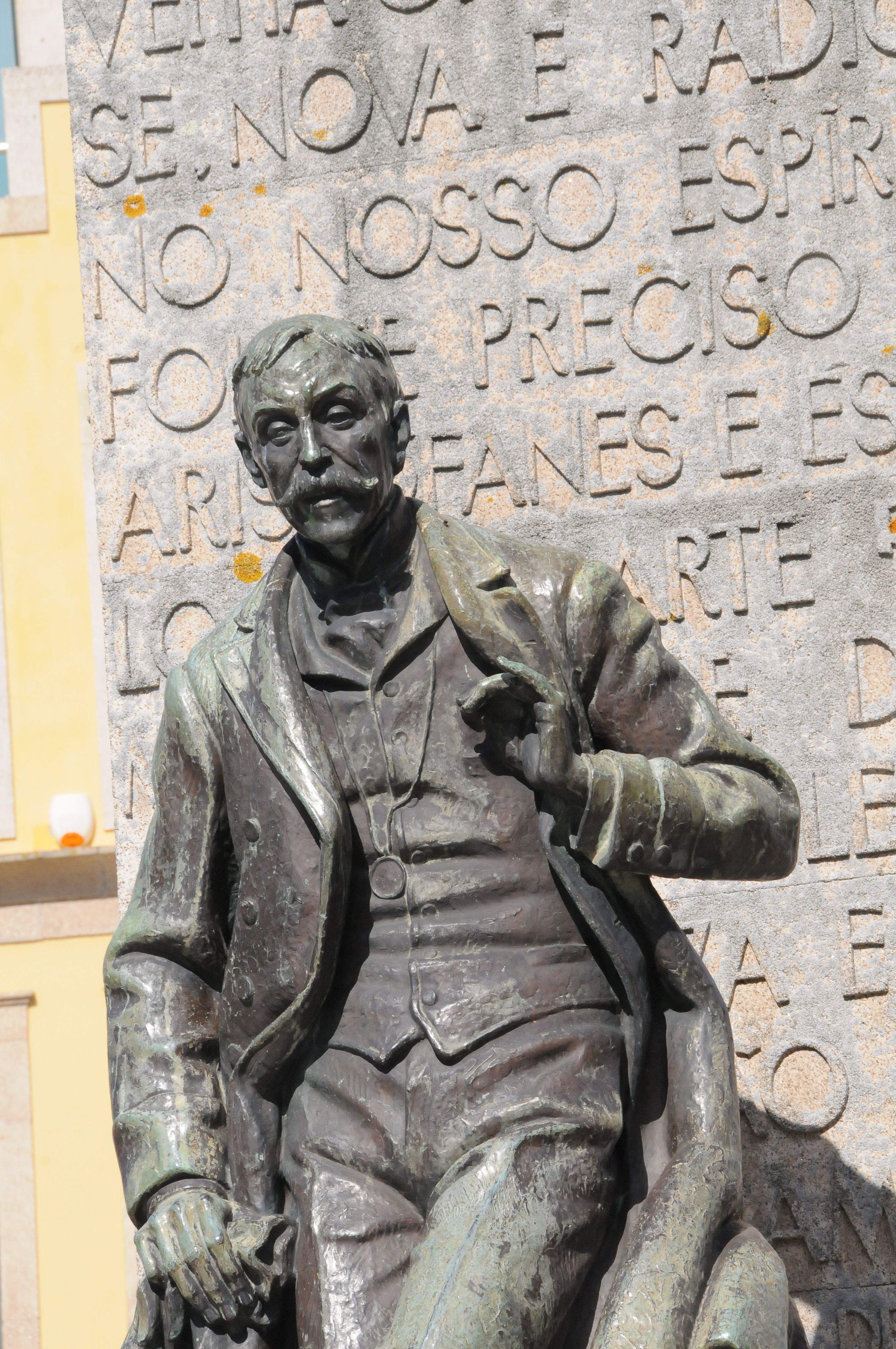
Пам'ятник письменнику в його рідному місті

Багато мандрував світом: у 1869—70 роках їздив до Єгипту, зокрема був присутнім на відкритті Суецького каналу (ці враження знайшли відображення у деяких його творах), по тому був португальським консулом у Гавані. 
Велику частину подальшого життя Еса ді Кейрош провів у Великій Британії та Франції, будучи спершу португальським консулом у Ньюкаслі (з 1874 року), далі в Бристолі і, нарешті, (з 1888 року) у Парижі, де він і помер від сухот.
Син письменника був одним з чільних діячів фашистського режиму Салазара і творцем португальського телебачення.

## Творчість і визнання
Основною темою творів Еси ді Кейроша є соціальна критика сучасності. Нерідко Кейрош використає мову сатири. Літературний стиль письменника здебільшого визначається як «португальський реалізм». У його творах зображено життя різних прошарків португальського суспільства. 
Почав з публікації уривків у «Газеті Португалії» (Gazeta de Portugal) під час навчання в університеті, після його смерті вони були зібрані в одну книгу під назвою «Варварські нотатки» (Prosas Bárbaras). 
Першим помітним твором Еси ді Кейроша став роман «Злочин падре Амару» (1874), який був написаний під час виконання ним обов'язків муніципального адміністратора провінції Лейрія. 
Романи Еси ді Кейроша — передусім, «Злочин падре Амару» (порт. «О crime de padre Amaro», 1874, перероблене вид. 1880), «Свояк Базиліо» (порт. О primo Basílio; 1879) і «Сімейство Майя» (порт. Os Maias; 1879) — користувалися загальноєвропейським успіхом. Його зараховували до провідних прозаїків-реалістів; Еміль Золя ставив його вище Флобера, в інших джерелах Есу ді Кейроша називали «португальським Золя». Іспанською його перекладав Р. М. дель Вальє-Інклан, англійською — Рой Кемпбелл. У Росії Есу де Кейроша високо цінували Максим Горький і Володимир Короленко. 

### Вибрана бібліографія
Прижиттєві видання
- «Таємниця дороги Сінтра» (O Mistério da Estrada de Sintra, у співавторстві з Р. Ортігао) - 1870
- «Злочин падре Амару» (O Crime do Padre Amaro) - 1875, 1876 (нова редакція), 1880 (нова редакція)
- «Свояк Базиліо» (O Primo Basílio) - 1878
- «Мандарин» (O Mandarim) - 1880
- «Реліквія» (A Relíquia) - 1887
- «Сімейство Майя» (Os Maias) - 1888
- «Весела компанія» (Uma Campanha Alegre) - 1890–1891
- «Блискучий дім Рамірешів» (A Ilustre Casa de Ramires) - 1900

Посмертні видання
- «Місто і гори» (A Cidade e as Serras) - 1901
- Оровідання (Contos) - 1902
- «Варварські нотатки» (Prosas Bárbaras) - 1903
- «Листи з Англії» (Cartas de Inglaterra) - 1905
- «Відлуння Парижа» (Ecos de Paris) - 1905
- «Сучасні нотатки» (Notas Contemporâneas) - 1909
- «Останні сторінки» (Últimas páginas) - 1912
- «Для столиці» (A Capital) - 1925
- «Граф де Абраньйос» (O Conde d'Abranhos) - 1925
- Alves & C.a - 1925
- «Єгипет» (O Egipto) - 1926
- «Трагедія Квіткової вулиці» (A Tragédia da Rua das Flores) - 1980

Ж.-М. Еса ді Кейрош переклав з англійської на португальську роман Райдера Хаггарда «Копальні царя Соломона» — As Minas de Salomão (1885).

### Екранізації
- 2002 — «Злочин падре Амаро», реж. Карлос Каррера. В головній ролі — Гаель Гарсія Берналь. Фільм номінований на премію «Оскар» як «найкращий фільм іноземною мовою»;
- 2009 — «Дивацтва однієї білявки», реж. Мануел де Олівейра.